# Akademie für Neue Medien
Die Akademie für Neue Medien (Bildungswerk) e. V. wurde am 26. Februar 1987 gegründet. Der Sitz befindet sich im Langheimer Amtshof, einem historischen Gebäude in Kulmbach.

## Geschichte
Nachdem Anfang der 1980er Jahre Privatradios in Deutschland zugelassen wurden, stieg der Bedarf an Radiomoderatoren und -journalisten. Als erste Bildungseinrichtung hierfür wurde am 26. Februar 1987 in Kulmbach das Bildungswerk Akademie für Neue Medien e. V. gegründet. Die Gründungsmitglieder waren unter anderem die Stadt und der Landkreis Kulmbach, die Otto-Friedrich-Universität Bamberg, die Universität Bayreuth, der Frankenpost Verlag und der Kulmbacher Verlag E.C. Baumann. Der Lehrbetrieb startete am 8. Februar 1988 mit der Hörfunkausbildung. Im selben Jahr wurde ein Kooperationsvertrag mit der Universität Bayreuth geschlossen. 1991 begann die Zusammenarbeit mit der Akademie der Bayerischen Presse (ABP). 1995 trat der Bayerische Rundfunk als erster öffentlich-rechtlicher Sender der Akademie bei.
Unterstützt wird die Akademie für Neue Medien projektbezogen seit ihrer Gründung von der Bayerischen Staatskanzlei und der Oberfrankenstiftung, institutionell von der Bayerischen Landeszentrale für neue Medien und ideell vom MedienCampus Bayern.

### Langheimer Amtshof
Der Langheimer Amtshof als Sitz der Akademie kann auf eine 600 Jahre alte Geschichte zurückblicken. Das ehemalige Kloster liegt am Fuße der Plassenburg. Im 14. Jahrhundert besaß das Zisterzienser-Kloster Langheim bei Lichtenfels Ländereien in mehr als dreihundert Ortschaften in Ober- und Mittelfranken. Deshalb wurde schon 1331 die Verwaltung der Güter des Kulmbacher Landes in den so genannten Kloster- oder Mönchshof der Katharinenkapelle verlegt. Gegen Ende des 17. Jahrhunderts entstanden die heutigen Gebäude. Erweitert und umgestaltet wurde die Anlage nach den Plänen von Leonhard Dientzenhofer. Dadurch entstanden eine klösterliche Amtskanzlei, Wohnungen für das Verwaltungspersonal und große Getreidespeicher.
Der Amtshof diente ab 1803 als Rentamt, später bezeichnete man ihn bis 1965 als das romantischste Finanzamt Deutschlands. Bis Mitte der 1980er Jahre blieb der Langheimer Amtshof ungenutzt. Neben der Akademie für Neue Medien sind heute auch eine Berufsfachschule für Pharmazeutisch-technische Assistenten darin untergebracht sowie Forschungsstellen der Universität Bayreuth.

### Kompaktausbildung Crossmedia-Journalist
In der 5,5-monatigen Kompaktausbildung werden die Teilnehmer in Vollzeit von Montag bis Freitag in allen gängigen Medien geschult. Sie wird von Arbeitgebern der Medienbranche als Zeitverkürzung für das anschließende Volontariat anerkannt. Neben Dreh- und Schnitttraining, Videoproduktion, Audiobearbeitung und Print-Artikeln sind auch Webdesign und Social Media Teil der Ausbildung. Sie kann über den Bildungsgutschein gefördert werden. In der Abschlussprüfung gestalten die Teilnehmer eine Website und verwenden ihre erstellten Inhalte.

## Weiteres Seminarangebot

### Seminarreihe „Journalismus“
Für Einsteiger und Fortgeschrittene werden Seminare für das journalistische Handwerk in Zeitungs-, Zeitschriften- und Online-Redaktionen angeboten, aber auch Moderationstraining und technische Weiterbildung für Volontäre und Mitarbeiter in Radio- und Fernsehsendern. Die Schwerpunkte der Seminare liegen überwiegend auf wenig Theorie und vielen praktischen Übungen. Auch fachspezifische Seminare wie z. B. „Kulturberichterstattung“ gehören zum Portfolio der Akademie.

### Unternehmensseminare
Die Seminarreihe richtet sich vor allem an Mitarbeiter aus den Bereichen Marketing und Unternehmenskommunikation sowie Berufsgruppen mit weit gefächerten Aufgaben, wie Sekretäre oder Chefassistenten, aber auch an Mitarbeiter und Führungskräfte in der freien Wirtschaft und dem öffentlichen Dienst, in Behörden und Verbänden. Die Zielsetzung der Kurse ist es, den Teilnehmern mehr Sicherheit im Umgang mit der Presse oder beim Auftritt in der Öffentlichkeit zu vermitteln.

### Inhouse-Schulungen
Die Akademie konzipiert für eine breitgefächerte Zielgruppe individuelle Inhouse-Schulungen, zugeschnitten auf die Anforderungen und Wünsche der jeweiligen Auftraggeber. Diese können die Inhalte, Termine, Dozenten und Schulungsorte selbst bestimmen – und auch, wie viel Zeit und Mittel sie für eine Schulung investieren möchten. An Inhalten kann dabei ein breites Spektrum abgedeckt werden, das weit über die journalistischen und marketingorientierten Themenfelder hinausgeht.

### Medienakademie Online (MAO)
2019 wurde das E-Learning-Portal   Medienakademie Online  von der Akademie für Neue Medien gestartet. Die verfügbaren Kurse können nur online bearbeitet und absolviert werden, ein ergänzendes Präsenzseminar vor Ort in Kulmbach ist rein optional. Derzeit sind die E-Learning-Kurse „Interviews führen“, „Social Media Specialist“, „Fit für die Redaktion“ und „Kommunalpolitik für Journalisten“ buchbar. Das Thema „Kommunalpolitik für Schüler“ ist nur von Schulen nutzbar.
Lernvideos mit den jeweiligen Dozenten sowie Testfragen mit Multiple-Choice-Antworten bereichern das digitale Lernen. Nach einem erfolgreichen Abschlusstest erhalten die Teilnehmer ein digitales Zertifikat, das sie sich ausdrucken können.
Das Schulungsangebot soll in den nächsten Jahren noch ausgebaut werden.

## Weitere Aktivitäten

### Netradio Oberfranken (vormals Netradio Kulmbach)
Netradio Oberfranken ist eine von der Akademie für Neue Medien produzierte Radiosendung, die sonntags von 18:00 bis 20:00 Uhr auf Radio Galaxy Oberfranken gesendet – bzw. online gestreamt wird. Seit 2012 wird die Sendung Netradio Oberfranken (vormals Netradio Kulmbach) vorproduziert und läuft ausschließlich über   Radio Galaxy – Oberfranken. Die Zielgruppe sind vor allem junge Menschen. Moderiert wird die Sendung aktuell von Sherin Keil, freie Mitarbeiterin der Akademie. Derzeit (Jahr 2025) wird das Format von der  Bayerischen Landeszentrale für neue Medien gefördert.
Das Kulmbacher Internetradio gibt es  seit dem 29. März 2006. Bis 2012 wurde Netradio Kulmbach mittwochs und donnerstags live moderiert und über die Website  www.netradio-kulmbach.de gestreamt.
Darüber hinaus produziert die Akademie auch die Sendereihe „Heimat ist …“, die jedes Jahr ein neues Schwerpunktthema erhält. Aktuelles Thema ist „Soziale Gerechtigkeit und gesellschaftlicher Zusammenhalt in Bayern“. Thema des Vorjahres war „Künstliche intelligenz – Trends, Gefahren und Chancen“. Die Folgen der Jahre 2024 und 2025 lassen sich online auf dem  Youtube-Kanal der Akademie nachhören (Upload erfolgt schrittweise). Die Sendung wird von der  Bayerischen Landeszentrale für neue Medien gefördert. Sie läuft jeden Mittwoch von 19:00 bis 20:00 Uhr auf dem lokalen Radiosender Radio Plassenburg (terrestrisch und per Online-Stream).

### MedienCampus Bayern
Die Akademie für neue Medien ist Gründungsmitglied im MedienCampus Bayern, einer Einrichtung, die zum Ziel hat, die Medienaus- und -weiterbildung in Bayern zu fördern und zu koordinieren.

### Johann-Georg-August-Wirth-Preis
Die Akademie stiftete zu ihrem 10. Jahrestag einen Medienpreis. Benannt ist er nach dem in Hof geborenen Journalisten Johann Georg August Wirth (1798–1848). Der Mitorganisator des Hambacher Fests 1832 gilt als Vorkämpfer für Demokratie und Pressefreiheit und für die Einheit Deutschlands.
Mit dieser Auszeichnung werden Personen gewürdigt, die sich um die Qualität im Journalismus besonders verdient gemacht haben. Der Preisträger erhält die Auszeichnung in Anerkennung seiner Verdienste um die Aus- und Weiterbildung des publizistischen Nachwuchses. Der Preis wurde 2009 erstmals verliehen.
Nachfolgend die bisherigen Preisträger:
- 2009 –   Helmuth Jungbauer und Horst Uhlemann
- 2010 –   Gabriele Goderbauer-Marchner
- 2011 – Herbert Knur und Siegfried Hännl
- 2012 – Dietmar Gaiser
- 2013 –   Laurent Fischer
- 2014 – Henry Schramm und Klaus Peter Söllner
- 2015 – Wolfgang Sabisch
- 2016 – Franz Brosch
- 2017 –   Conrad Heberling
- 2018 – Frauke Ancker
- 2019 – Siegfried Schneider
- 2020 –  Markus B. Rick
- 2021 – Harald Baumer
- 2022 – Heidrun Piwernetz
- 2023 – Helmut Markwort
- 2024 – Patrick Püttner
- 2025 – Max Zängl